# Kościół św. Wojciecha i św. Stanisława w Rzeszowie
Kościół św. Wojciecha i św. Stanisława w Rzeszowie – kościół farny w Rzeszowie. Znajduje się w centrum na Starym Mieście, na Placu Farnym, u zbiegu ulic 3 Maja i Kościuszki.

## Historia
Początki parafii rzeszowskiej sięgają roku 1363, kiedy najprawdopodobniej istniała tu mała drewniana świątynia św. Feliksa i św. Adaukta. Wspomina o niej Kazimierz Wielki w liście do papieża Urbana V. W wyniku pożaru i wojen z XV wieku kościół zdecydowano się odbudować. Z tamtego okresu pochodzi najstarsza część obecnej budowli – gotyckie, kamienno-ceglane prezbiterium (1427). Na początku XVI wieku kościół zabezpieczono murem. W XVII wieku miasto spustoszył kolejny pożar, którego wynikiem były odbudowa i powiększenie świątyni w 1621 na polecenie Mikołaja Spytka Ligęzy. W 1754 zmieniono całkiem koncepcję architektoniczną i przebudowano ponownie świątynię w stylu barokowym. Z tego okresu pochodzi również charakterystyczna dzwonnica. W latach 1962–1965 oraz 1971–1972 świątynię odrestaurowano.

## Architektura

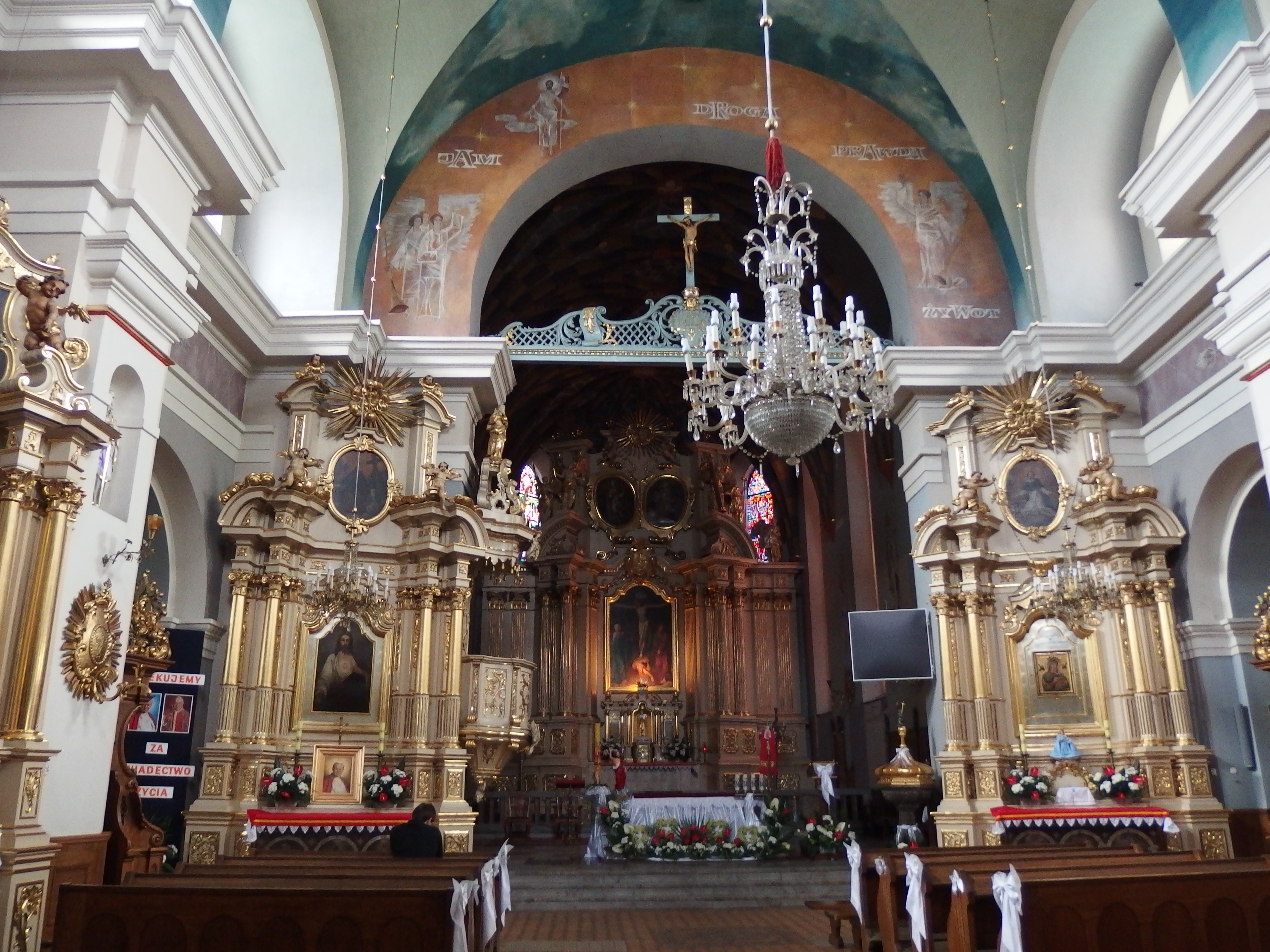
Wnętrze kościoła

Kościół to trójnawowa, masywna bryła z gotyckim prezbiterium i gotycko-barokową nawą główną i masywnymi barokowymi dobudówkami, kryjącymi kaplice. Na kościele jest wieżyczka z sygnaturką. Tuż przy kościele znajduje się barokowa dzwonnica o wysokości 30,5 m, wzniesiona na planie kwadratu, przykryta hełmem i zwieńczona iglicą z aniołem. 
Wnętrze kościoła bardzo bogato zdobione pochodzi z XVIII wieku. Główny, jednokondygnacyjny ołtarz z kolumnami, z 1730 roku, usytuowany jest na podwyższeniu na całej ścianie prezbiterium. Centralny olejny obraz przedstawia ukrzyżowanego Chrystusa, zaś 2 boczne – patronów kościoła. Znajduje się tam jeszcze rokokowa ambona z XVIII wieku i belka przed prezbiterium z krzyżem rzeźbiona w stylu regencji. Ołtarze boczne z obrazami olejnymi, barokowe również z XVIII wieku.

## Organy
Organy zostały wybudowane przez firmę Zygmunta Kamińskiego z Warszawy w 1952 roku. Wcześniejszy instrument firmy Rieger z 1893 r. został zniszczony w czasie II wojny światowej. W 1966 r. firma Kamińskiego rozbudowała organy do obecnej wielkości. Dawny stół gry czasowo był wykorzystywany w Stoczku Warmińskim, a obecnie służy w farze w Ciechanowie.
Dyspozycja instrumentu:
| Manuał I                        | Manuał II          | Manuał III                 | Pedał            |
| ------------------------------- | ------------------ | -------------------------- | ---------------- |
| 1. Flet kryty 8'                | 1. Burdon 16'      | 1. Pryncypał 8'            | 1. Pryncypał 16' |
| 2. Flet szpic 4'                | 2. Pryncypał 8'    | 2. Flet kryty 8'           | 2. Subbas 16'    |
| 3. Pryncypał 2'                 | 3. Flet 8'         | 3. Róg kozi 8'             | 3. Oktawa 8'     |
| 4. Sesquialtera 2 2/3' + 1 3/5' | 4. Salicet 8'      | 4. Aeolina 8'              | 4. Flet 8'       |
| 5. Szarf 4 ch.                  | 5. Oktawa 4'       | 5. Vox coelestis 8'        | 5. Chorał 4'     |
| 6. Róg krzywy 8'                | 6. Flet rurkowy 4' | 6. Pryncypał 4'            | 6. Mixtura 4 ch. |
|                                 | 7. Kwinta 2 2/3'   | 7. Flet 4'                 | 7. Puzon 16'     |
|                                 | 8. Oktawa 2'       | 8. Róg nocny 2'            |                  |
|                                 | 9. Kornet 1-3 ch.  | 9. Tercjan 1 3/5' + 1 1/3' |                  |
|                                 | 10. Mixtura 4 ch.  | 10. Mixtura 4 ch.          |                  |
|                                 | 11. Trąbka 8'      | 11. Obój 8'                |                  |

## Dzwony
Braki materiałowe i kłopoty finansowe spowodowały, że rząd austriacki oraz dowództwo wojskowe w 1917 roku zarekwirowały trzy dzwony. Dzwonnica nie posiadała dzwonów aż do 1926 roku, kiedy to zakupiono nowe dzwony. Ich losy nie są znane. Jeden z dzwonów wiszących obecnie pochodzi z roku 1816. Posiada on niewiele inskrypcji, jedynie napis „A. D. 1816”, ozdoby roślinne i dwóch aniołów trzymających koronę pod obliczem Boga w formie oka opatrzności. Dwa nowe dzwony to Maksymilian i Jan Chrzciciel, wykonane w 1973 roku. Pierwsze napędy jakie były w tym kościele to łańcuchowe. Na początku XXI wieku dzwony otrzymały napędy liniowe. Włączane są ręczne, więc dzwonią jedynie przed wieczorną Mszą Świętą, a na południowy Anioł Pański zastępuje je wygrywana melodia.
|              | Imię           | Waga (kg) | Ton  | Rok odlania | Odlewnia                                      |
| ------------ | -------------- | --------- | ---- | ----------- | --------------------------------------------- |
| Mały dzwon   | brak danych*   | ~400 kg   | ais' | 1816        | brak danych*                                  |
| Średni dzwon | Jan Chrzciciel | ~590 kg   | g'   | 1973        | Odlewnia dzwonów Jana Felczyńskiego, Przemyśl |
| Duży dzwon   | Maksymilian    | ~1500 kg  | dis' | 1973        | Odlewnia dzwonów Jana Felczyńskiego, Przemyśl |